# Sub Coastă
Sub Coastă – wieś w Rumunii, w okręgu Kluż, w gminie Apahida. W 2011 roku liczyła 98 mieszkańców.